# ジェニー・メノー
ジェニー・メノー（Jenni Meno、1970年11月19日 - ）は、アメリカ合衆国ニュージャージー州出身の女性フィギュアスケート選手。1992年アルベールビルオリンピック、1994年リレハンメルオリンピック、1998年長野オリンピックペアアメリカ代表。パートナーは夫でもあるトッド・サンドとスコット・ウェントラント。

## 経歴
- 8歳でスケートを始め、キャロル・ヘイス・ジェンキンスに師事。当初は女子シングルの選手として活動をしていたが、1990年よりスコット・ウェントラントと組みペアに転向した。1992年のアルベールビルオリンピックでは11位となった。同年にスコット・ウェントラントとのペアを解消し、新たにトッド・サンドとペアを結成した。
- 1994年の全米選手権で優勝し、リレハンメルオリンピックでは5位入賞を果たした。1994-1995年シーズンには世界選手権で3位となった。1995年にパートナーでもあるトッド・サンドと結婚。
- 1997-1998年シーズンの全米選手権では途中棄権したが、長野オリンピックに出場し8位。直後の世界選手権では2位となり、同シーズンをもって引退。
- 引退後はプロとしてスターズ・オン・アイスなどで活躍し、現在はコーチとして活動を続けている。

## 主な戦績
- 1991-92までスコット・ウェントラントとのペア
- 1992-93よりトッド・サンドとのペア

| 大会/年      | 1990-91 | 1991-92 | 1992-93 | 1993-94 | 1994-95 | 1995-96 | 1996-97 | 1997-98 |
| ------------ | ------- | ------- | ------- | ------- | ------- | ------- | ------- | ------- |
| オリンピック |         | 11      |         | 5       |         |         |         | 8       |
| 世界選手権   | 10      | 11      | 5       | 6       | 3       | 3       | 5       | 2       |
| 全米選手権   | 3       | 2       | 2       | 1       | 1       | 1       | 2       | 棄権    |